# Форбс, Эван
Эван Форбс из Крейгиевара (англ. Ewan Forbes of Craigievar, имя при рождении Элизабет Форбс-Семпилл англ. Elizabeth Forbes-Sempill, 6 сентября 1912 года — 12 сентября 1991 года) — 11-й баронет, шотландский аристократ, врач общей практики и фермер. Из-за того, что он был интерсекс-человеком, при рождении его крестили под именем Элизабет Форбс-Семпилл и зарегистрировали как младшую дочь Джона Форбса Семпилла. Позже, в начале своей медицинской карьеры, он начал жить как мужчина. Он официально перерегистрировал свой пол на мужской в 1952 году, приняв имя Эван Форбс-Семпилл, а через месяц женился.
В 1965 году он стал наследником баронетства своего старшего брата вместе с большим поместьем, что было оспорено его двоюродным братом, который утверждал, что перерегистрация была недействительной; согласно этой интерпретации, Форбс по закону считался женщиной и, следовательно, не мог вступить в право наследования. Юридическая позиция была неточной, и решение Сессионного суда было окончательно подтверждено министром внутренних дел только через три года, в результате чего Эван Форбс получил титул. Дело держалось в строжайшей тайне, так как оно не могло быть рассмотрено в других судебных делах по гендерным вопросам, но стало более широко известным после смерти Эвана Форбса в 1991 году.

## История рода
Форбсы были хорошо зарекомендовавшим себя родом из Абердиншира, владевшим как баронством, так и баронетством. Баронетство было даровано им в 1630 году и было ограничено наследниками мужского пола. В 1884 году сэр Уильям Форбс, восьмой баронет, унаследовал титул своего кузена Марии[прояснить] как лорда Семпилла и взял фамилию Форбс-Семпилл. После смерти Уильяма в 1905 году оба титула перешли к его старшему сыну Джону.
Джон, новый лорд Семпилл и Баронет, был землевладельцем и военным, был скаутом Ловата, а затем Черным Дозорным в англо-бурской войне (1899—1902). Позже он стал командовать 8-м батальоном Черных Дозоров во время Первой мировой войны, в которой он был ранен в битве при Лоосе. В 1880-х годах он встретил Гвендолин Продгер на немецком курорте в Бад-Хомбурге; пара вступила в брак 22 июня 1892 года. Гвендолин Продгер была корнишского происхождения, выросла в Уэльсе и была арфисткой.
У пары было четверо детей. Старший, Уильям, родился в 1893 году, вскоре после их свадьбы. Позже Уильям стал инженером, летчиком и шпионом. Были также две дочери; Гвендолин (также Гвинет), которая умерла от аппендицита до рождения Эвана, и Маргарет, которая позже стала награжденным членом Женского вспомогательного военно-воздушного корпуса во Второй мировой войне и мировым судьей; она погибла в ДТП в 1966 году.
В 1912 году родился четвертый ребенок пары, которого назвали Элизабет Форбс-Семпилл, сокращенно «Бетти».

## Ранние годы
Вопрос о гендере Эвана впоследствии окажется спорным; он был зарегистрирован ребенком женского пола, но позже Форбс прокомментировал такой выбор, как «ужасную ошибку». Эван рос вместе с Маргарет как девочка. Они провели много времени, играя со своими кузенами Патриком и Дэвидом, и на многих современных фотографиях Форбс можно увидеть одетым в брюки и мужской пиджак, что было нетипичной одеждой для девушки в то время. В своей книге «The Aul' Days», написанной много лет спустя, Форбс вспоминал то, что ненавидел, что его «наряжали» для участия в общественных мероприятиях и что он старался избегать их.
Лорд Семпилл настаивал на «строгом шотландском» воспитании своих детей, что означало, что их учили свободно говорить и писать на дорическом диалекте, а также на различных европейских языках. Форбс отказался идти в школу для девочек и его обучение проходило на дому; в пятнадцать лет он потребовал, чтобы ему разрешили уехать за границу, чтобы посещать предуниверситетские курсы, и в итоге обучался в Дрездене. В следующем учебном году он продолжил учебу в Париже, где посещал лекции в Сорбонне и изучал арфу у главного арфиста Парижской оперы.
Вернувшись из Парижа, он возглавил труппу шотландских кантри-танцоров «Танцоры Дона», которую он сформировал вместе с Изабеллой Митчелл. К этому времени Форбс увлекся изучением медицины. Однако отец отказался финансировать его обучение, утверждая, что работы по управлению имуществом более чем достаточно, и ему не нужно учиться дальше. Эван решил финансировать своё обучение самостоятельно. В 1933 году он учился у психолога Леонарда Сейфа в Мюнхене, живя с британской романисткой Филлис Боттом. Находясь там в то время, он стал свидетелем парламентских выборов в Германии, которые привели НСДАП к власти, и слышал речи Адольфа Гитлера.
После смерти лорда Семпилла в 1934 году баронство и титул баронета перешли к его старшему сыну Уильяму. Эван Форбс унаследовал замок Брюкс в Абердиншире, принял образ жизни лэрда, перенял дорический акцент[прояснить] и стал носить килт.